# إتش إل. ن. سالمون
إتش إل. ن. سالمون هو ضابط وجندي كندي، ولد في 9 فبراير 1894 في وينيبيغ في كندا، وتوفي في 29 أبريل 1943 في إنجلترا في المملكة المتحدة.